# Баумбах, Адольф
Адольф Баумбах (нем. Adolph Baumbach; около 1830, Германия — 3 апреля 1880, Чикаго) — американский композитор, органист и музыкальный педагог немецкого происхождения.
Не позднее 1848 г. перебрался в США и до 1862 г. был органистом конгрегационалистской (универсалистской) Первой церкви в городе Роксбери (Массачусетс), позднее вошедшем в состав Бостона. Затем работал в Чикаго: сперва в универсалистской церкви Святого Павла, затем в конгрегационалистской церкви Новой Англии и наконец с 1869 г. и до конца жизни органист Епископальной церкви Благодати.
Преподавал частным образом (в 1860-е гг. также в Нормальной музыкальной академии Северо-Запада в штате Висконсин под руководством Г. Р. Палмера), автор множества дидактических сочинений для фортепиано. Кроме того, написал много духовной музыки; как сообщает У. С. Б. Мэтьюз, сборник церковных хоров Баумбаха поступил в музыкальное издательство со сборником аналогичных сочинений Дадли Бака, и издатель выбрал Баумбаха, полагая, что двух таких сборников одновременно музыкальный рынок не вынесет, — этот выбор приводится Мэтьюзом как характерная ошибка недальновидных современников. Баумбаху также принадлежит множество фортепианных обработок и транскрипций, из которых наибольшей известностью пользовались сборники «Сто оперных мелодий» и «Оперные жемчужины для фортепиано».